# PuntuLLI
PuntuLLI (.lli) es una asociación que promueve la creación de un dominio de internet TLD genérico para "la lengua y cultura leonesa".

## Objetivos
PuntuLLI tiene tres objetivos fundamentales:
- Promocionar el dominio .lli entre la comunidad internauta como dominio propio y representativo de la cultura leonesa expresada a través del leonés.
- Realizar una petición oficial a ICANN (Internet Corporation For Assigned Names and Numbers) para el reconocimiento del dominio .lli, recogiendo los fondos necesarios en ese sentido.
- Promover y reunir los apoyos de particulares, de las instituciones, asociaciones, organizaciones y colectivos leoneses a favor de un dominio en Internet.

En ese sentido, puntuLLI ha realizado diversas colaboraciones con instituciones públicas y privadas, siendo una de las asociaciones encargadas de organizar las actividades del III Día de la Llingua Llionesa.

## Apoyos
La candidatura puntuLLI ha logrado el apoyo de 44 organizaciones y de más de 800 particulares.[cita requerida]